# Franziska Stark
Franziska Stark (18 de febrero de 1999) es una deportista suiza que compite en tiro, en la modalidad de rifle. Ganó una medalla de plata en el Campeonato Europeo de Tiro de 2025, en la prueba de rifle en posición tendida 50 m.

## Palmarés internacional
| Campeonato Europeo | Campeonato Europeo    | Campeonato Europeo | Campeonato Europeo         |
| Año                | Lugar                 | Medalla            | Prueba                     |
| ------------------ | --------------------- | ------------------ | -------------------------- |
| 2025               | Châteauroux (Francia) | Medalla de plata   | Rifle en pos. tendida 50 m |